# 王后秘史
《王后秘史》（英語：The King Maker），2005年10月20日泰国上映的历史动作片，讲述了泰国历史上的暹罗时期大城王国王后篡位的历史故事。

## 剧情
电影主要讲述1457年，暹罗时期大城王国王后篡位，后来被诛杀的历史故事。
菲尔南多·德伽玛是西班牙人，他的父亲和塔先生是好友，但是后来在一个风雨交加的晚上，塔先生纵火将其杀害，那时候，德伽玛才8岁，亲眼目睹了这场变故，对杀父仇人终生不忘，经常做噩梦梦见那晚的那一幕。
多年以后，德伽玛长成了大个子，打算出海寻宝，在泰国海域不幸被打败，成为泰国市场上的奴隶，当奴隶主抓着他到奴隶市场交易时，他悄悄地逃走了，奴隶主开始追捕他，一身好武艺的他屡次逃过他们的追捕，最后还是奴隶主人多势众，伤了他，正好倒在葡萄牙女人玛利亚面前，看到是欧洲人，玛利亚出钱买下了他，并且给他换上了新衣服。
玛利亚的父亲是泰国国王的工程师，精通城堡的设计，也就是德伽玛的杀父仇人，他已经来到泰国8年了。
泰国国王因为战事而忽略了和王后沟通感情，对王后的冷漠，没有满足其权力欲望和性需求，身居深宫寂寞难耐的王后选择了偷情，背叛了国王，她经常和一个美男子偷食禁果，并且怀了孕。
一次趁着国王出征，王后找到塔先生请他帮忙除掉国王，而国王在出征中看到德伽玛武艺非凡，于是命令他做了随从。当国王出征回国，塔先生雇用的日本武士在夜晚前去刺杀就寝了的国王，但是被士兵和德伽玛击毙了，随后国王下令全国通缉犯人同伙，最终查出凶手为塔先生，并且将他绳之以法。
刺杀计划失败后，王后找到女巫，女巫给王后炼制了一种毒药，王后用毒药毒死了国王，随后亲手杀掉了自己的儿子，故作痛苦，然后把情人扶持到了国王的位置，随后对全国不服从者依法处斩，将德伽玛和玛利亚都抓捕了起来，并且不慎将一些葡萄牙人杀害。
王后的倒行逆施引发了葡萄牙人的不满，在最后，被葡萄牙王子带领的军队杀掉。

## 演员
- 加里·斯加奇（英语：Gary Stretch） 出演 费尔南多·德·伽玛，西班牙人，武艺超群。
- 约翰·里斯·戴维斯 出演 菲利普
- 辛迪·布瑞（英语：Cindy Bishop） 出演 玛利亚
- 阿卡拉·阿玛塔亚库（英语：Akara Amarttayakul） 出演 阿东，国王的护卫。

## 花絮
该片和1963年的《埃及艳后》都被誉为史诗电影。好莱坞打造该片继承了《角斗士》、《亚瑟王》的血性和暴力场面。
该片诸多元素灵感来自华语电影《满城尽带黄金甲》、《卧虎藏龙》和成龙的功夫片。
该片主演加里·斯加奇是英国拳坛的世界冠军。